# Marine Einsatz Kommando des Schwarzes Meeres
Marine-Einsatz-Kommando Schwarzes Meer – wywiadowczy oddział Abwehry na Krymie podczas II wojny światowej
Oddział został utworzony w lipcu 1941 r. w rejonie miasta Piatra Neamț w północnej Rumunii przez sztab dowódcy niemieckimi siłami morskimi na południowo-wschodnim odcinku frontu wschodniego adm. Karlgeorga Schustera. Oddział był przeznaczony do prowadzenia działań wywiadowczo-rospoznawczych nad Morzem Czarnym i Morzem Azowskim. Na jego czele stanął kpt. korwety Armin Roth ps. „Sirr”. Funkcję zastępcy dowódcy pełnił kapitan-lejtnant Grasler. Liczebność wynosiła 40 ludzi. Oddział zbierał dane wywiadowcze o flocie wojennej i handlowej ZSRR operującej na tym obszarze działań wojennych, o sowieckich portach i ich wyposażeniu, o organizacji obrony wybrzeża morskiego po stronie Armii Czerwonej. Po opanowaniu przez wojska niemieckie Krymu w 1942 r. oddział został przeniesiony do Symferopola. Podzielono go na 2 grupy, z których pierwsza (nazwana przednią), kierowana przez por. Hermana Birkmana, przybyła do Odessy, zaś druga na czele z A. Rothem do Mikołajowa. Później obie grupy połączyły się w Mikołajowie, skąd przejechały do Jałty. Na przełomie 1942/1943 r. w skład Marine-Einsatz-Kommando Schwarzes Meer weszła grupa ok. 30 emigrantów rosyjskich z bułgarskiego III Oddziału Rosyjskiego Związku Ogólnowojskowego (ROWS) na czele z Klawdijem A. Fossem. Zostali oni zwerbowani przez placówkę Abwehry w Sofii prowadzoną przez ppłk. Otto Wagnera ps. „Dr Delius”. Na pocz. maja 1943 r. Marine-Einsatz-Kommando Schwarzes Meer zostało wycofane do Sofii, gdzie rozformowano go. Niemcy przeszli do wywiadu wojsk lądowych, zaś Rosjanie pod zwierzchnictwo Abwehrstelle „Południowa Ukraina”.